# Jean-Bernard Bouvet
Pour les articles homonymes, voir Bouvet.
 (juin 2016).
Jean-Bernard Bouvet, né le 17 juillet 1969 à Mamers (Sarthe), est un pilote automobile français.

## Carrière

### Monoplace
Jean-Bernard Bouvet commence sa carrière en 1991 en Formule française Ford 1600. En 1992, il termine troisième de ce même championnat.
Après avoir remporté le championnat en 1993, il passe en 1994 à la Formule Opel et à la Formule 3. Avec une place de 18e au classement général du championnat (remporté par Jean-Philippe Belloc), il met fin à sa carrière en monoplace.

### GT, Tourisme

#### 24 Heures du Mans
En 1993, il fait ses débuts aux 24 Heures du Mans ; il participe à cette course à neuf reprises. Il court à cinq reprises pour Welter Racing, l'équipe de Gérard Welter. Ses meilleurs classements sont 20e en 1993 et 2002.

#### V de V

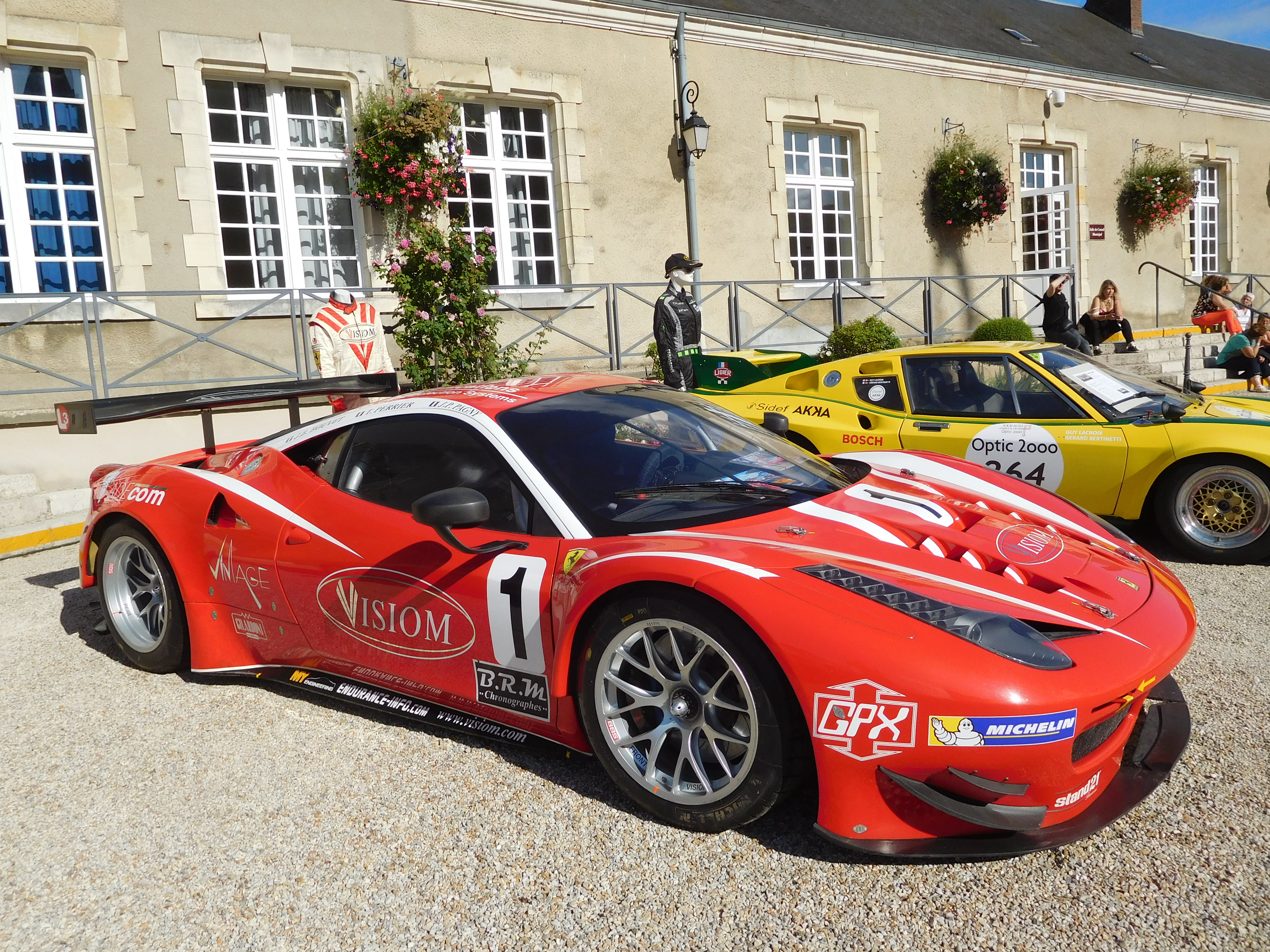
Ferrari 488 GT3 no 1 de Visiom.

Depuis 2011, il continue la course en V de V Challenge Endurance. Il est sacré champion en GT/Tourisme en 2015, 2016 et 2018 sur Ferrari avec Jean-Paul Pagny et Thierry Perrier,,.

## Résultats

### Au Mans
Source.
| Année | Équipe                        | Voiture      | Copilote                 | Copilote                     | Classement | Défaillance     |
| ----- | ----------------------------- | ------------ | ------------------------ | ---------------------------- | ---------- | --------------- |
| 1993  | France Graff Racing           | Spice SE89C  | France Richard Balandras | France Bruno Miot            | 20         |                 |
| 1995  | France Welter Racing          | WR LM94      | France Richard Balandras | France William David         | Abandon    | Pompe à essence |
| 2000  | France Welter Racing          | WR LMP       | France Stéphane Daoudi   | France Xavier Pompidou       | Abandon    | Moteur          |
| 2002  | France Welter Racing          | WR LM2001    | France Stéphane Daoudi   | France Jean-René de Fournoux | 20         |                 |
| 2004  | France Welter Racing          | WR LM2004    | France Tristan Gommendy  | France Bastien Brière        | Abandon    | Panne           |
| 2003  | Italie Automotive Durango SRL | Durango LMP1 | France Sylvain Boulay    | Italie Michele Rugolo        | 24         |                 |
| 2005  | France Welter Racing          | WR LMP04     | France Sylvain Boulay    | Canada Robert Julien         | Abandon    | Panne           |
| 2006  | France Paul Belmondo Racing   | Courage C65  | France Yann Clairay      | France Didier André          | Abandon    | Accident        |